# Братська могила, в якій поховані воїни, що загинули при визволенні Кривого Рогу у лютому 1944 р.
Братська могила розташована за адресою: вул. Альохіна селища Степове Центрально-Міського району м. Кривий Ріг. 

## Передісторія
Пам'ятка пов'язана з подіями Другої світової війни. У лютому 1944 року воїни 4-ї гвардійської стрілецької дивізії 46-ї армії 3-го Українського фронту вели бої за визволення південних околиць Кривого Рогу. В братської могилі поховані радянські бійці, що загинули під час визволення селища Степове.
У 1958 році на місці захоронення було встановлено пам'ятник – двофігурну скульптуру «Скорботна мати з суворовцем», виробництва Одеської художньої майстерні. У 1967 році проведено реконструкцію об'єкта, під час якої встановлено меморіальну плиту на честь загиблого льотчика-штурмовика 93-го гвардійського авіаполку молодшого лейтенанта Анатолія Івановича Довнича, що загинув 22 лютого 1944 року у небі над селищем Олександрів Дар (нині – Рахманівка). 
Рішенням Дніпропетровського облвиконкому від 08.08.1970 р. № 618 пам'ятка була взята на державний облік з охоронним номером 1664.
На початку 90-х років ХХ століття скульптура «Суворовця» була пошкоджена та зруйнована, на постаменті залишилася скульптура «Скорботна мати».

## Пам'ятка
Скульптура «Скорботна мати» виготовлена з залізобетону, пофарбована у сірий колір. Фігура жінки, що уособлює собою образ скорботної матері, зображена у повний зріст, знаходиться на прямокутному залізобетонному п'єдесталі. Голова схилена, повернута в правий бік на третину, вкрита хустиною, яку жінка притримує правою рукою нижче підборіддя. Зажурливий погляд спрямований до землі. У лівій руці, опущеній вздовж тіла, – букет квітів. З плечей спадає полотняна накидка з китицями. Вбрана у сукню з довгими рукавами. Загальний розмір скульптури: 2,09х0,63х0,68 м. Нижня частина композиції знаходиться на висоті 0,18 м на прямокутному п'єдесталі, на лицьовій стороні якого вкарбовано напис українською мовою у два рядки: «Слава павшим / героям». Напис пофарбовано золотим. Розміри п'єдесталу: 0,63х0,70х0,18 м. П'єдестал знаходиться на прямокутному постаменті виготовленому з залізобетону на відстані від його переднього краю 0,28 м, заднього краю – 0,47 м, з правого та з лівого боку – по 0,65 м. Постамент вкритий чорною фарбою. Висота постаменту 0,56 м, довжина – 1,38 м, ширина – 2,00 м. 
Впритул до постаменту на залізобетонному п'єдесталі на відстані 0,14 м від його країв та 0,07 м від його лицьової сторони розміщено меморіальну плиту виготовлену з шліфованого сірого граніту. На плиті вкарбовано напис українською мовою у шість рядків: «Гвардії / старший лейтенант / Довнич / Анатолій / Іванович / 1922-1944». Нижче зображення п'ятипроменевої зірки. Зірка розміщена по осьовій лінії плити. Напис та зірку пофарбовано у білий колір. Гранітна плита встановлена під невеликим кутом. Плита представляє собою прямокутник зі сторонами 0,79х0,40 м, товщина – 0,03 м. П'єдестал обкладено плиткою та пофарбовано в чорний колір. Висота п'єдесталу біля постаменту – 0,42 м, з протилежного боку – 0,08 м. Довжина п'єдесталу – 0,86 м, ширина – 0,68 м.